# Inter-National-League
Inter-National-League (dosł. pol. Między-Narodowa-Liga) – austriacko-słoweńskie rozgrywki hokeja na lodzie.

## Historia
Liga została powołana do życia 14 lipca 2012 roku na spotkaniu przedstawicieli narodowych związków hokeja na lodzie z Austrii (ÖEHV) i Słowenii (HZS) oraz przedstawicieli zainteresowanych klubów w Villach.
Rozgrywki stanowią odtąd drugi poziom ligowy niżej Erste Bank Eishockey Liga (EBEL). Dotąd druga liga austriacka istniała pod nazwą Nationalliga, jednak po sezonie 2011/2012 zaistniała niemożność dalszego jej prowadzenia. Siedem z jedenastu zespołów opuściło skład ligi (dwie z nich: Dornbirner EC i HC Innsbruck przystąpiły do EBEL, zaś inne zamierzają kontynuować działalność na amatorskim poziomie). W związku z pozostałymi jedynie czterema drużynami realna stała się likwidacja drugiego narodowego poziomu rozgrywek w Austrii. Celem stworzenia nowej ligi stworzono INL wraz z przyłączeniem się klubów ze Słowenii.
Po zakończeniu sezonu 2015/2016 rozgrywki Inter-National-League zostały zakończone, a w ich miejsce w maju 2016 została powołana Alps Hockey League.

## Uczestnicy

### Sezon 2012/2013
W pierwszym inauguracyjnym sezonie wystąpiło sześć drużyn - cztery z Austrii (EHC Bregenzerwald, VEU Feldkirch, EHC Lustenau, EK Zell am See) i dwie ze Słowenii (Slavija Lublana, HK Triglav Kranj). Mistrzem został austriacki zespół EHC Bregenzerwald, który w finale pokonał Slaviję Lublana.

### Sezon 2013/2014
Przed drugim sezonem rozszerzono skład uczestników. Do rozgrywek przyjęto pięć zespołów z drugiej ligi włoskiej Serie A2 i cztery kolejne drużyny słoweńskie. Sezon wygrał włoski klub HC Neumarkt, który pokonał w finale austriacki EHC Bregenzerwald.
| - EHC Bregenzerwald - VEU Feldkirch - EHC Lustenau - EK Zell am See |  | - HK Celje - HDK Maribor - HK MK Bled - Team Jesenice - HK Slavija Lublana - HK Triglav Kranj |  | - HC Eppan Pirates - HC Gherdëina - SV Kaltern - HC Merano Junior - HC Neumarkt |

### Sezon 2014/2015
Przed trzecim sezonem ligę opuściły zespoły włoskie. Do ligi przystąpiło sześć zespołów austriacki i pięć słoweńskich. W finale EHC Lustenau pokonał VEU Feldkirch w meczach 3:0.
| - EHC Bregenzerwald - VEU Feldkirch - EHC Lustenau - EK Zell am See - EC Kitzbühel - HC Kapfenberg |  | - HK Celje - HK MK Bled - HDD Jesenice - HK Slavija Lublana - HK Triglav Kranj |

### Sezon 2015/2016
Zespół z Kapfenbergu zastąpił KSV Eishockey. Rozgrywki opuściły słoweńskie drużyny Triglav Kranj i Bled. W związku z tym do INL przystąpiło 9 klubów. W finale EHC Bregenzerwald pokonał EHC Lustenau	w meczach 3:1.
| - EHC Bregenzerwald - VEU Feldkirch - EHC Lustenau - EK Zell am See - EC Kitzbühel - KSV Eishockey |  | - HK Celje - HDD Jesenice - HK Slavija Lublana |